# حاجی قدیرلی (شماخی)
حاجی قدیرلی (به لاتین: Hacıqədirli) یک منطقه مسکونی در جمهوری آذربایجان است که در شهرستان شماخی واقع شده است. حاجی قدیرلی ۵۱۴ نفر جمعیت دارد.